# 諾森 (明尼蘇達州)
諾森（英語：Nowthen）是一個位於美國明尼蘇達州安諾卡縣的城市。

## 人口
根據2020年美國人口普查的數據，諾森的面積為91.15平方千米，當中陸地面積為87.17平方千米，而水域面積為3.98平方千米。當地共有人口4536人，而人口密度為每平方千米50人。